# لوئیس پلاک هامت
لوئیس پلاک هامت (انگلیسی: Louis Plack Hammett؛ ۷ آوریل ۱۸۹۴ – ۹ فوریه ۱۹۸۷ (۹۲ ساله)) دانشمند در زمینه شیمی‌فیزیک اهل ایالات متحده آمریکا بود.
وی همچنین برندهٔ جوایزی همچون جایزه ویلارد گیبس، نشان پریستلی، و نشان ملی علوم شده‌است.